# Mideopsis fibrosa
Mideopsis fibrosa är en kvalsterart som beskrevs av Lundblad 1941. Mideopsis fibrosa ingår i släktet Mideopsis och familjen Mideopsidae. Inga underarter finns listade i Catalogue of Life.